# 魏国元
魏国元（1906年—1960年）又名魏光汉，北京市门头沟区青白口村人。先后任水利部办公厅副主任、农田水利局局长、研究室主任、水利出版社社长、北京水利水电学院院长等职。1960年5月在北京病逝。